# Tardes (rzeka)
Tardes – rzeka we Francji, przepływająca przez teren departamentu Creuse, o długości 77,3 km. Stanowi lewy dopływ rzeki Cher.